# Megaselia turbidipennis
Megaselia turbidipennis är en tvåvingeart som beskrevs av Borgmeier 1967. Megaselia turbidipennis ingår i släktet Megaselia och familjen puckelflugor. Inga underarter finns listade i Catalogue of Life.